# Nemuri Kyoshirō
Nemuri Kyoshirō é uma série de 26 episódios, de 1972-1973,Masakazu Tamura como  Nemuri Kyoshirō. É baseado em séries de romances de Nemuri Kyōshirō de Renzaburō Shibata
1. ↑  «眠狂史郎 DVD BOX». Amazon Japan. Consultado em 22 de setembro de 2019